# سليم حاطوم
سليم حاطوم ضابط وسياسي سوري. ولد سنة 1928م لعائلة من قرية ذيبين التابعة
لمحافظة السويداء في سوريا، ودرس في مدارسها. انتسب لحزب البعث في بداية عهده في الأربعينات، دخل الجيش وبنى نفسه بنفسه، وظل يتدرج فيه حتى أصبح مقدماً، كان سليم حاطوم طموحاً شجاعاً وحتى طائشاً، ولكن بدون دهاء سياسي. شق طريقاً جعله يلعب دوره في انقلاب الثامن من آذار سنة 1963م الذي قام به الضباط البعثيون على الحكومة الشرعية، وتسنى لهم أن يسيطروا على مقاليد الحكم ويفرضوا على البلاد حالة الطوارئ، ونظام الحزب الواحد. ومكافأة لحاطوم الذي كان مسؤولاً عن كتيبة الصاعقة التي تتولى حماية القصر الجمهوري ومواقع إستراتيجية أخرى، تم ضمه إلى اللجنة العسكرية، وهي لجنة سرية شكلها ضباط بعثيون سوريون في سرب الطيران الليلي في مصر عام 1960، إبان الوحدة السورية المصرية لماّ رأى هؤلاء أن الوحدة لا تحقق أهداف حزبهم، وكان هدفهم: إعادة بناء حزبهم الذي حلّ سنة 1958، ووصول البعث إلى السلطة ثم النظر في قضية الوحدة العربية. وقد شكلها في البداية النقيبان حافظ الأسد وعبد الكريم الجندي والرائدان صلاح جديد وأحمد المير والمقدم محمد عمران وانضم إلى شبكتهم أعداد من الضباط، وقدر لهذه اللجنة العسكرية البعثية فيما بعد أن تغير مجرى تاريخ الجمهورية العربية السورية.
لعب فريق اللجنة العسكرية بحزب البعث دوراً قوياً في مصير حكم حزب البعث في سوريا بعد انقلاب الثامن من آذار 1963، حيث عين هؤلاء قيادة قطرية جديدة أمينها العام الفريق أمين الحافظ، الذي يبدو للعالم الخارجي بأنه رجل سوريا القوي إذ كان يمسك بيديه مناصب رئيس مجلس الرئاسة والأمين العام للقيادة القطرية والقائد العام للجيش ورئيس الوزراء. ولكن في حقيقة الأمر كانت اللجنة العسكرية هي التي تمسك بلجامه من خلف الكواليس. وكان أمين الحافظ غطاء لاستبعاد القيادات السياسية الثقيلة للحزب: البيطار وعفلق والحوراني وغيرهم.
ولماّ حاول محمد عمران المطرود سابقاً من اللجنة العسكرية، والذي استدعي من مدريد ليعين وزيراً للدفاع في حكومة أمين الحافظ أن يختبر سلطاته الجديدة بنقل سليم حاطوم واثنين آخرين وكلهم من أنصار صلاح جديد إلى وحدات أخرى في الجيش، قامت اللجنة العسكرية بالرد على الضربة حيث شنت هجوماً ترأسه المقدم سليم حاطوم ووحدته الفدائية على منزل الفريق أمين الحافظ الذي قاوم ببسالة، وكانت حصيلة القتال خمسين شخصاً واستسلام أمين الحافظ، وتولّي اللجنة العسكرية بقيادة صلاح جديد وحافظ الأسد مقاليد الحكم الفعلي.
إذاً النظام البعثي بكامله أصبح مديناً بوجوده للمقدم سليم حاطوم، فشعر هذا أن الدَّيْن لم يسدد له، خاصة وأنه لم يتم انتخابه في القيادة القطرية الجديدة للحزب، ولم يحصل على رتبة عالية أو منصب كبير، وبدلاً من ذلك أعيدت كتيبة الصاعقة التابعة له إلى الوظيفة الرتيبة في حراسة محطة الإذاعة والتلفزيون وغيرها من المنشآت. فآذت هذه الضربة كبرياءه ولم ترض طموحه، وشعر بأن زملاءه في اللجنة العسكرية يريدونه أن يتحمل وحده اللوم على قتل ضحايا 23 شباط 1966، وهم يخططون للتخلص منه، ثم إقامة تمثال له لتكريمه. فأصبح حاطوم القلق بؤرة للشقاق.
راح سليم حاطوم ينحاز إلى البعثيين القدامى أنصار عفلق والبيطار المطاح بهم، والذين كانوا يبحثون عن حلفاء عسكريين، وكانت خطوته التالية إقامة لجنة عسكرية تابعة له ترأسها ضابط درزي آخر هو اللواء فهد الشاعر... ووضعت خطط الانقلاب، ولكن في كل مرة حدد فيها تاريخاً مقترحاً كان يحدث خطأ ما. وقبل تنفيذ الانقلاب في الموعد المقترح يوم 3 أيلول 1966، اكتشفته السلطات فعلاً.
ففي ذات مساء في آب دعي مجموعة من الضباط إلى حفلة شربوا فيها عرقاً حلّ عقدة ألسنتهم، فبدأ بعض الضباط المؤيدين للشاعر بشتم جديد والأسد والقيادة الجديدة، بينما هب آخرون للدفاع عنهم، وانفجر الشجار بينهم فألقي القبض عليهم وسيقوا للمثول أمام محكمة تحقيق عسكرية كان من أعضائها سليم حاطوم نفسه، أي أن المتآمر بدأ يلعب دور المحقق في استجواب تمثيلي صوري، أخذ حاطوم خلاله يتظاهر بضرب الضباط وهو يهمس في آذانهم في الوقت نفسه قائلاً (سوف أقتل كل من يتكلم).
كان صلاح جديد يتابع القضية من دمشق فعين لجنة تحقيق من بين أعضائها عبد الكريم الجندي رئيس جهاز الأمن القومي الذي لا يرحم، فضرب الضباط الشبان ضرباً مبرحاً حتى اعترفوا بأسماء أكثر من مائتي ضابط مشتركين في المؤامرة كان أكثرهم دروزاً.
اختفى اللواء فهد الشاعر، كما هرب البعثيون المدنيون للنجاة بأرواحهم، أماّ سليم حاطوم فجناحه في المؤامرة لم ينكشف بعد.
لكن للقضية ملحق عرّض جديد والأسد ونظام الحكم للخطر، فقد أدى تطهير الجيش من الدروز بعد التحقيق إلى ضجة كبرى في العاصمة الدرزية السويداء، ولتهدئة الأمور أعلن صلاح جديد أنه سيسافر بنفسه إلى السويداء مصطحباً معه رئيس الدولة ـ الشكلي ـ الأتاسي.
أماّ حاطوم الذي خشي أن ينكشف بسرعة ويسجن، فقرر مع أصدقائه أن يصطادوا جديداً والآخرين في السويداء، ويسيطروا على الحكم، فقاموا بترتيباتهم... وهكذا وفي يوم 8 أيلول 1966، وبينما كان جديد قد جمع عدداً من الشخصيات المحلية البارزة في مكتب قيادة فرع الحزب في السويداء، دخل عليهم فجأة سليم حاطوم وبيده مدفع رشاش وهدد بأن يحصدهم برصاصه جميعاً وتبع ذلك ذعر وصراخ، وأخيراً تمكن كبار رجال الدين الدروز من ضبط حاطوم لأنهم لم يقبلوا أن يتعرض للأذى ضيوف في حمايتهم. ومع ذلك فقد حبس صلاح جديد والآخرون تحت الحراسة في منزل أحد الحزبيين، بينما سيطر حاطوم بمساعدة رئيس فرع المخابرات العسكرية بالسويداء على مقر الحامية وألقى القبض على الضباط العلويين هناك وجردهم من رتبهم.

سليم حاطوم الثاني من اليمين أثناء جلسة محاكمة الجاسوس الإسرائيلي إيلي كوهين، ويظهر في الوسط رئيس المحكمة صلاح الضللي

لكن حاطوم المنتصر مؤقتاً لم يكن قد حسب حساب الأسد الذي أرسل نفاثات سلاح الجو لتحوم فوق قلعة السويداء، وتبع ذلك حديث غاضب بالهاتف بين الأسد في دمشق وحاطوم في السويداء الذي طالب بتطهير الحزب من الجديديين وبأن يعود إلى القيادة القطرية الماركسي الدرزي حمود الشوفي، غير أن سماع صوت الطائرات جعل حاطوم يدرك أن قضيته خاسرة حتماً. وهكذا أخذ الطريق الوحيدة إلى الخارج، الطريق جنوباً نحو الأردن حيث أعطاه الملك حسين ـ الذي لم يكن صديقاً للنظام في دمشق ـ حق اللجوء السياسي ومعه بضعة وعشرون ضابطاً من رفاقه، وفي الأيام القليلة التالية قام سليم من منفاه بتغذية اللهيب في سلسلة من المقابلات الصحفية شجب فيها التطلعات العلوية وطموحاتها التي أعلن أنها أوصلت سورية إلى حافة الحرب الأهلية. وفي آذار 1967، حكم على سليم حاطوم غيابياً بتهمة التجسس لحساب إسرائيل. وبعد شهرين فقط كانت سوريا تخوض الحرب ضد إسرائيل، وفي اليوم السادس من الحرب أعلن سليم حاطوم أنه عائد إلى سورية ليقاتل، ولعله قد تصور بسذاجة أن الحرب مسحت صفحة الماضي، فاستقبله ضباط الأمن واقتادوه إلى دمشق حيث سيق للمثول أمام المحكمة العسكرية التي أكدت عليه حكم الإعدام مع رفيقه بدر جمعة. وقد قام عبد الكريم الجندي بتكسير أضلاعه قبل إرساله لتطلق عليه النار وهو نصف حي في الخامسة من صباح 26 حزيران عام 1967… ولعل هذه الوحشية في انتقام الجندي سببها الإهانات التي وجهها إليه حاطوم. فعندما كان حاطوم يشهّر بالحكومة السورية اتصل بالجندي هاتفياً بوقاحة، وطلب منه أن يرسل إليه زوجته لتنضم إليه، وعندما رفض الجندي انهال عليه حاطوم بشتائم مقذعة. وكان آخر طلب لحاطوم قبل موته هو السماح لزوجته بالاحتفاظ بوظيفتها كمعلمة لتتمكن من تربية أطفالها. وبعد ثلاثة أعوام وعندما أصبح الأسد رئيساً لسورية بعد تخلصه من صلاح جديد، استقبل أرملة سليم حاطوم ومنحها معاشاً.